# Juni Arnekleiv
Juni Arnekleiv (ur. 17 lutego 1999) – norweska biathlonistka, trzykrotna medalistka mistrzostw świata juniorów.

## Kariera
Pierwszy raz na arenie międzynarodowej pojawiła się 21 listopada 2015 roku w Sjusjøen, gdzie w sprincie zajęła trzecie miejsce. Na mistrzostwach świata juniorów w Otepää w 2018 roku zdobyła brązowy medal w sztafecie. Trzecie miejsce w sztafecie zajęła także na mistrzostwach świata juniorów w Lenzerheide dwa lata później, a podczas mistrzostw świata juniorów w Obertilliach była trzecia w sprincie.
W zawodach Pucharu Świata zadebiutowała 12 stycznia 2022 roku w Ruhpolding, gdzie zajęła 99. miejsce w sprincie. Pierwsze pucharowe punkty zdobyła 9 marca 2023 roku w Östersund, zajmując 14. miejsce w biegu indywidualnym. Pierwszy raz na podium zawodów pucharowych stanęła 1 grudnia 2023 roku w Östersund, kończąc rywalizację w sprincie na trzeciej pozycji. Wyprzedziły ją tam tylko Francuzka Lou Jeanmonnot-Laurent i inna Norweżka, Karoline Knotten.
W 2023 roku wzięła udział w mistrzostwach świata w Oberhofie, zajmując między innymi dwunaste miejsce w sprincie i trzynaste w biegu pościgowym.

## Osiągnięcia

### Mistrzostwa świata
| Rok  | Miejscowość | Konkurencje | Konkurencje | Konkurencje | Konkurencje | Konkurencje | Konkurencje | Konkurencje |
| Rok  | Miejscowość | IN          | SP          | PU          | MS          | RL          | MR          | SR          |
| ---- | ----------- | ----------- | ----------- | ----------- | ----------- | ----------- | ----------- | ----------- |
| 2023 | Oberhof     | 79.         | 12.         | 13.         | 28.         | –           | –           | –           |
| 2024 | Nové Město  | 29.         | 14.         | 31.         | 13.         | 10.         | –           | –           |

### Mistrzostwa świata juniorów
| Rok  | Miejscowość  | Konkurencje | Konkurencje | Konkurencje | Konkurencje | Konkurencje | Konkurencje | Konkurencje |
| Rok  | Miejscowość  | IN          | SP          | PU          | MS          | RL          | MR          | SR          |
| ---- | ------------ | ----------- | ----------- | ----------- | ----------- | ----------- | ----------- | ----------- |
| 2018 | Otepää       | 10.         | 18.         | 19.         | nd.         | 3.          | nd.         | nd.         |
| 2019 | Osrblie      | 45.         | 31.         | 34.         | nd.         | 5.          | nd.         | nd.         |
| 2020 | Lenzerheide  | 34.         | 30.         | 27.         | nd.         | 3.          | nd.         | nd.         |
| 2021 | Obertilliach | 37.         | 3.          | 9.          | nd.         | 5.          | nd.         | nd.         |

### Puchar Świata

#### Miejsca w klasyfikacji generalnej
| Sezon     | Miejsce |
| --------- | ------- |
| 2021/2022 | -       |
| 2022/2023 | 60.     |
| 2023/2024 | 13.     |
| 2024/2025 | 65.     |

#### Miejsca na podium chronologicznie
| Lp. | Dzień       | Rok  | Miejscowość | Konkurencja             | Lokata | Pudła   | Czas biegu | Strata | Zwycięzca              |
| --- | ----------- | ---- | ----------- | ----------------------- | ------ | ------- | ---------- | ------ | ---------------------- |
| 1.  | 1 grudnia   | 2023 | Östersund   | Sprint na 7,5 km        | 3.     | 0+1     | 21:04,1    | +17,6  | Lou Jeanmonnot-Laurent |
| 2.  | 14 stycznia | 2024 | Ruhpolding  | Bieg pościgowy na 10 km | 3.     | 0+0+0+0 | 30:30,7    | +9,1   | Lisa Vittozzi          |